# Unité des communes valdôtaines du Grand-Combin
L'Unités des communes valdôtaines du Grand-Combin réunit 10 communes valdôtaines entre la Vallée du Grand-Saint-Bernard, le Valpelline et le Val de Bionaz. Ces trois vallées, creusées par le fleuve Buthier et par son affluent, le torrent Artanavaz, forment le plus vaste système de vallées latérales de la Doire Baltée.
Son nom dérive du Grand-Combin, un sommet qui se trouve entièrement en territoire suisse, mais qui domine le Valpelline et est bien visible également depuis Aoste, où cette vallée débouche.

## Communes
- Allein
- Bionaz
- Doues
- Étroubles
- Gignod
- Ollomont
- Oyace
- Roisan
- Saint-Oyen
- Saint-Rhémy-en-Bosses
- Valpelline

## Activités
Le but principal est celui de favoriser le développement des communes, la préservation de l'environnement et la sauvegarde des traditions et de la culture locales.
Les directives de travail des dernières années se sont concentrées notamment sur :
- Le développement et la sauvegarde des alpages ;
- Le développement du tourisme.

Sur le territoire de la communauté se trouvent notamment :
- Une voie de communication très importante, la route nationale 27 qui relie le Col du Grand-Saint-Bernard (parfois appelé Col du Mont-Joux par les Valdôtains) à Aoste ;
- Le plus important lac artificiel valdôtain, formé par le barrage de Place-Moulin, sur la commune de Bionaz.